# Chiesa di Saint-Ambroise
(Pierre Desproges)
La chiesa di Sant'Ambrogio (in francese église Saint-Ambroise) è un luogo di culto cattolico di Parigi, situato nell'XI arrondissement. Da essa prende il nome il quartiere Saint-Ambroise in cui la chiesa si trova. La chiesa è sede dell'omonima parrocchia, appartenente all'arcidiocesi di Parigi.
La chiesa si trova nei pressi delle stazioni della metropolitana di Parigi Saint-Ambroise (linea ) e Richard-Lenoir (linea ).

## Storia
Nel 1656, venne costruita a cura delle monache dell'Ordine della Vergine Maria, che risiedevano dal 1639 in rue Popincourt, una cappella nell'area della piazza antistante l'attuale chiesa di Sant'Ambrogio; il piccolo luogo di culto, dedicato a Notre-Dame de la Procession, dopo la rivoluzione francese, nel 1802 divenne una chiesa sussidiaria della parrocchia di Santa Margherita e venne restaurato e ampliato su progetto di Étienne-Hippolyte Godde nel 1818.

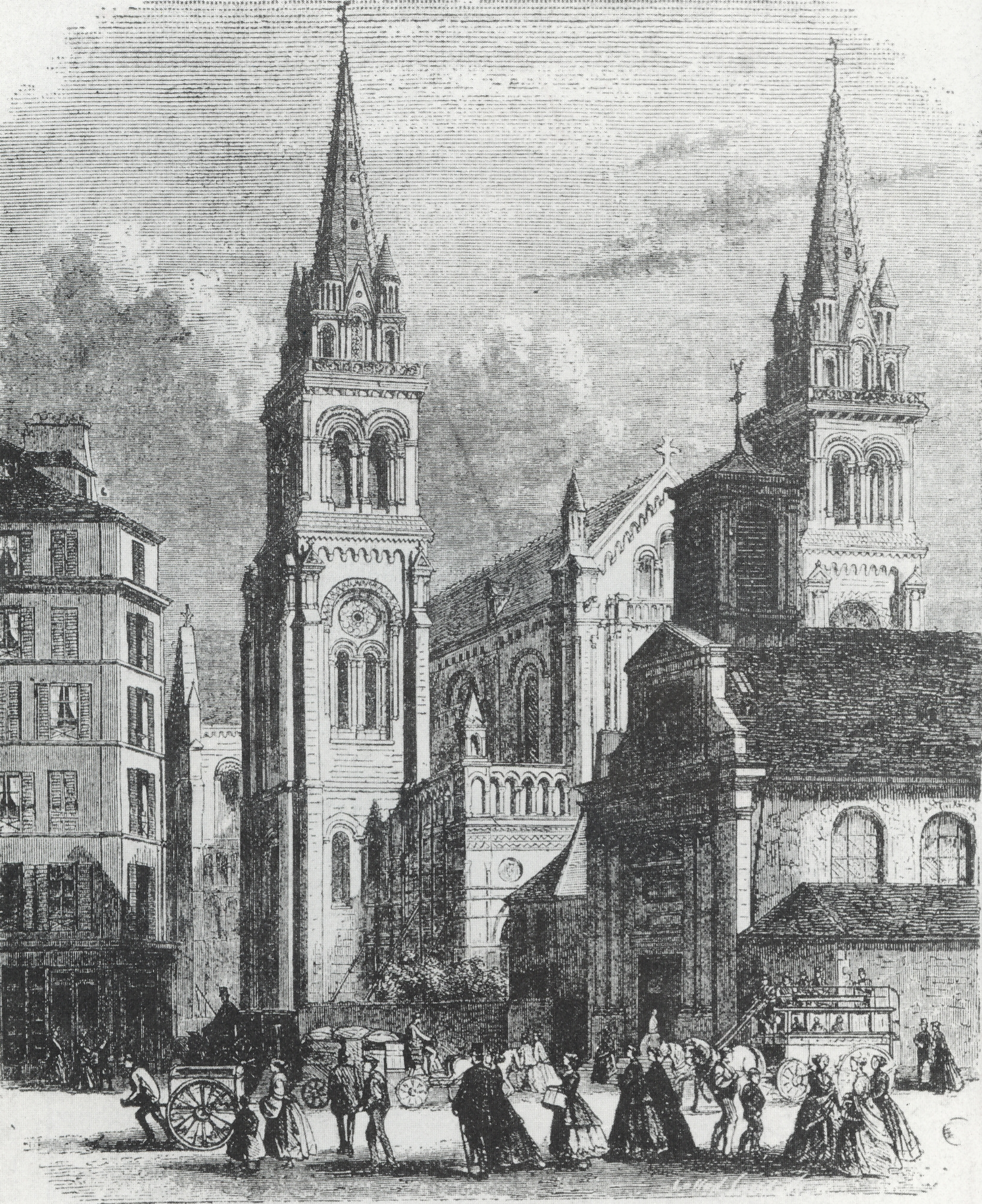
La chiesa di Sant'Ambrogio e quella di Notre-Dame de la Procession nel 1868

Il 24 gennaio 1863, il Consiglio di Stato deliberò la costruzione di una nuova e più grande chiesa; individuata una collocazione adatta nell'area alla sinistra dell'edificio secentesco, lungo il boulevard du Prince-Eugène (oggi boulevard Voltaire), la costruzione iniziò lo stesso anno su progetto di Théodore Ballu e terminò nel 1869. La chiesa venne aperta definitivamente al culto l'11 novembre dopo che era stata utilizzata per le celebrazioni della settimana santa; nel medesimo anno, Notre-Dame de la Procession venne demolita. La chiesa di Sant'Ambrogio venne consacrata soltanto il 7 dicembre 1910 dal cardinale arcivescovo metropolita di Parigi Léon-Adolphe Amette.
Durante la Comune del 1871, pur rimanendo utilizzata per il culto cattolico, la chiesa divenne sede di alcuni club proletari e, con la complicità del parroco dell'epoca, alcuni comunardi vi nascosero delle armi e munizioni.
Il 2 giugno 1978, la chiesa venne dichiarata monumento storico di Francia.
Il 18 marzo 1996 la chiesa fu occupata da circa 300 immigrati africani che chiedevano la regolarizzazione. Il 22 marzo successivo le forze dell'ordine fecero sgomberare l'edificio.

## Descrizione

### Misure e dimensioni
| Parametro                     | Misura       |
| ----------------------------- | ------------ |
| Lunghezza                     | 83 m         |
| Larghezza                     | 38 m         |
| Altezza della navata centrale | 20 m         |
| Altezza dei campanili         | 68 m         |
| Capienza massima              | 2500 persone |

### Esterno

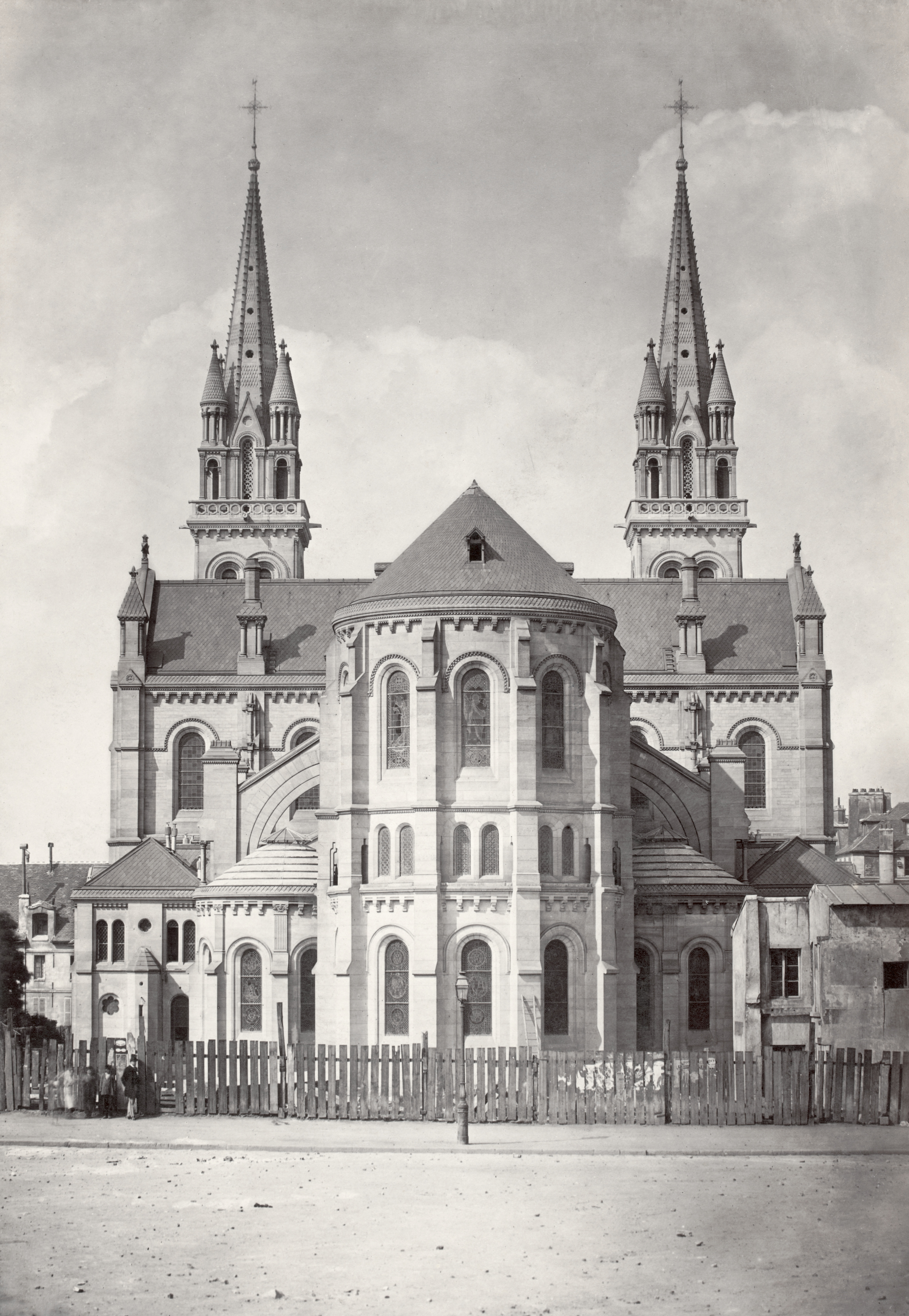
Esterno dell'abside in una fotografia di Charles Marville (1868-1870 circa)

L'edificio è preceduto da una piazza rettangolare. La facciata della chiesa è a salienti e sporge sul sagrato con il portico, il quale si apre sull'esterno con tre arcate a tutto sesto sul lato anteriore e su ciascuno dei due fianchi con un'arcata. Ciascuno dei tre portali che danno accesso alla chiesa, è sormontato da una lunetta semicircolare ornata con un dipinto su piastrelle smaltare raffigurante Sant'Ambrogio (portale centrale), l'Eloquenza (portale di sinistra) e la Teologia (portale di destra). Al disopra del pronao vi è una loggia formata da una serie di archetti poggianti su colonnine; sopra di essi, in corrispondenza della navata centrale, si apre il rosone circolare (con vetrata policroma raffigurante lo Spirito Santo) e la cuspide di coronamento è affiancata da due pinnacoli a pianta circolare e copertura conica. Il prospetto è decorato con quattro statue raffiguranti i profeti Daniele (di Pierre Travaux, alla destra dell'arco centrale del portico), Geremia (di Ferdinand Taluet, simmetrica alla precedente), Ezechiele (di Jean Jules Cambos, alla destra del rosone) e Isaia (di Henri Alfred Jacquemart, alla sinistra del rosone).
Ai lati della facciata, in posizione arretrata, si elevano le due torri campanarie a pianta quadrata, ciascuna delle quali si articola in tre ordini divisi da cornicioni; la terminazione è costituita da una slanciata cuspide piramidale a pianta ottagonale affiancata da quattro cuspidi minori a base circolare, sorrette da archetti su colonnine.

### Interno

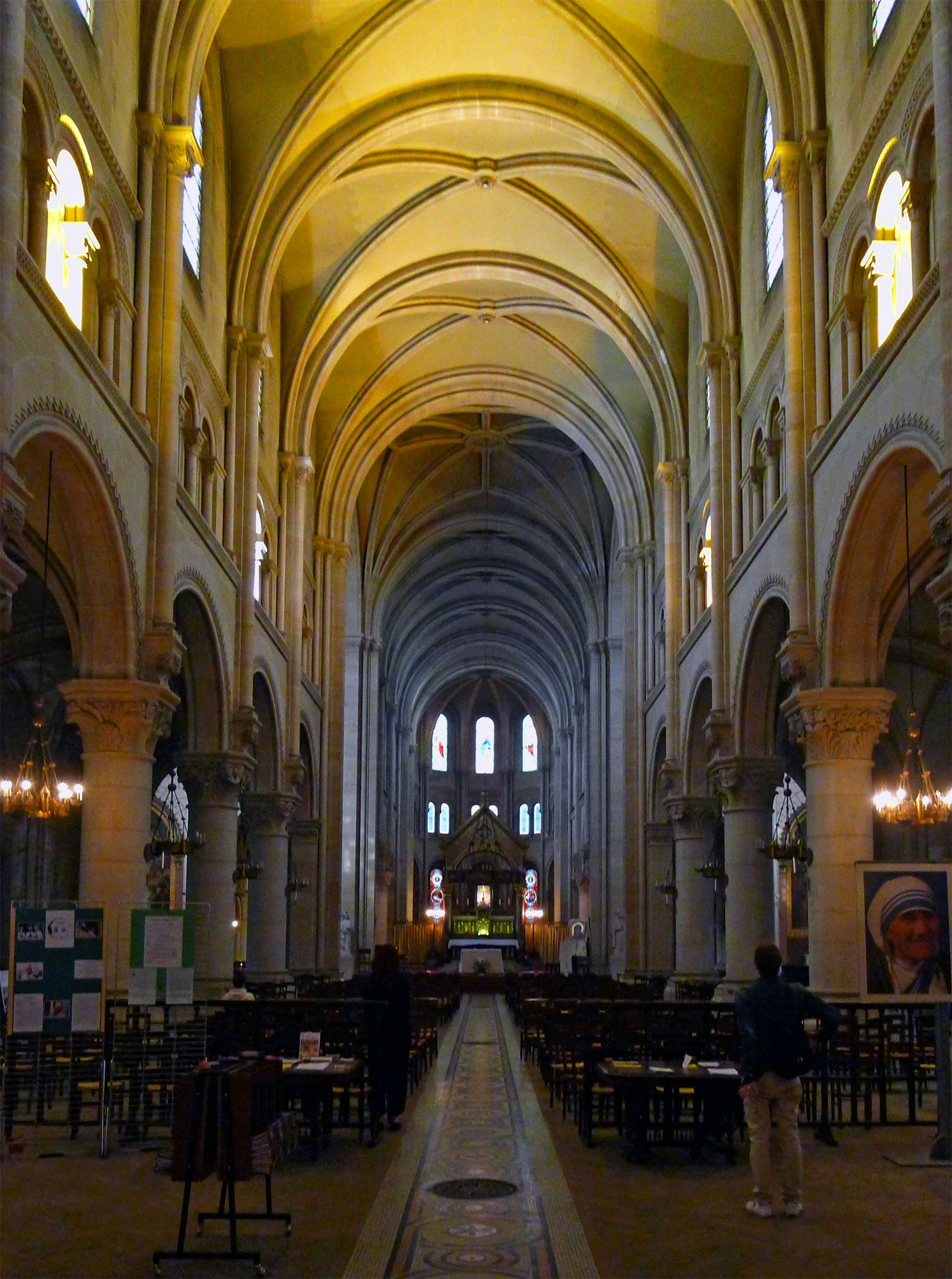
Interno

La chiesa ha pianta a croce latina, con transetto sporgente dal corpo della chiesa e profondo coro terminante con un'abside semicircolare. Lo stile, come per l'esterno, è un sobrio neoromanico analogo a quello della non lontana chiesa di Saint-Joseph-des-Nations (edificata anch'essa su progetto di Théodore Ballu tra il 1867 e il 1875), con moderna armatura metallica rivestita esternamente in pietra, ad imitazione delle costruzioni medievali.
L'aula si articola in tre navate di sei campate ciascuna, coperte con volte a crociera a quattro vele. Gli archi a tutto sesto che dividono le navate poggiano su tozze colonne corinzie con capitelli scolpiti, e sopra di essi vi è un triforio cieco che dà sulla navata centrale con trifore sorrette da colonnine. Il cleristorio dell'ambiente è costituito da slanciate monofore.
Alla base di ciascuna torre campanaria, vi è una cappella: quella di sinistra è adibita a battistero, con fonte battesimale marmoreo la cui vasca è decorata esternamente a bassorilievo con motivi vegetali e i simboli degli Evangelisti; in quella di destra trova luogo un gruppo scultoreo policromo raffigurante Gesù crocifisso tra la Madonna e san Giovanni. In corrispondenza della quarta campata di ognuna delle navate laterali, si apre una cappella a pianta ottagonale: quella di sinistra, dedicata a sant'Eligio (raffigurato nella vetrata sopra l'altare) ospita le statue marmoree di Santa Giovanna d'Arco (offerta nel 1984 dai vosgensi residenti a Parigi) e della Pietà; quella di destra, dedicata a san Dionigi (raffigurato nella vetrata sopra l'altare) accoglie le statue di Santa Rita e Sant'Antonio di Padova.
Il transetto e il coro seguono lo schema della navata mediana e sono coperti anch'essi con volte a crociera. In ciascuna delle due pareti di fondo del transetto si aprono un rosone (in alto) e due monofore (in basso); le vetrate del transetto di sinistra raffigurano Dio Padre (rosone), Sant'Agostino e Santa Monica (monofore), mentre quelle del transetto di destra Gesù Cristo (rosone), Santa Elisabetta d'Ungheria e San Martino (monofore). Inoltre, ciascuno dei due bracci è caratterizzato dalla presenza di un altare e di due tele di Jules Eugène Lenepveu: in quello di sinistra, dedicato a sant'Agostino, Sant'Agostino riconcilia i cattolici ortodossi e i donatisti (sull'altare) e Sant'Agostino si impone tra i combattenti (sulla parete opposta); in quello di destra, dedicato al santo titolare della chiesa, Sant'Ambrogio vieta agli ariani l'ingresso alla cattedrale (sull'altare) e Sant'Ambrogio riscatta gli ostaggi dei barbari (sulla parete opposta).

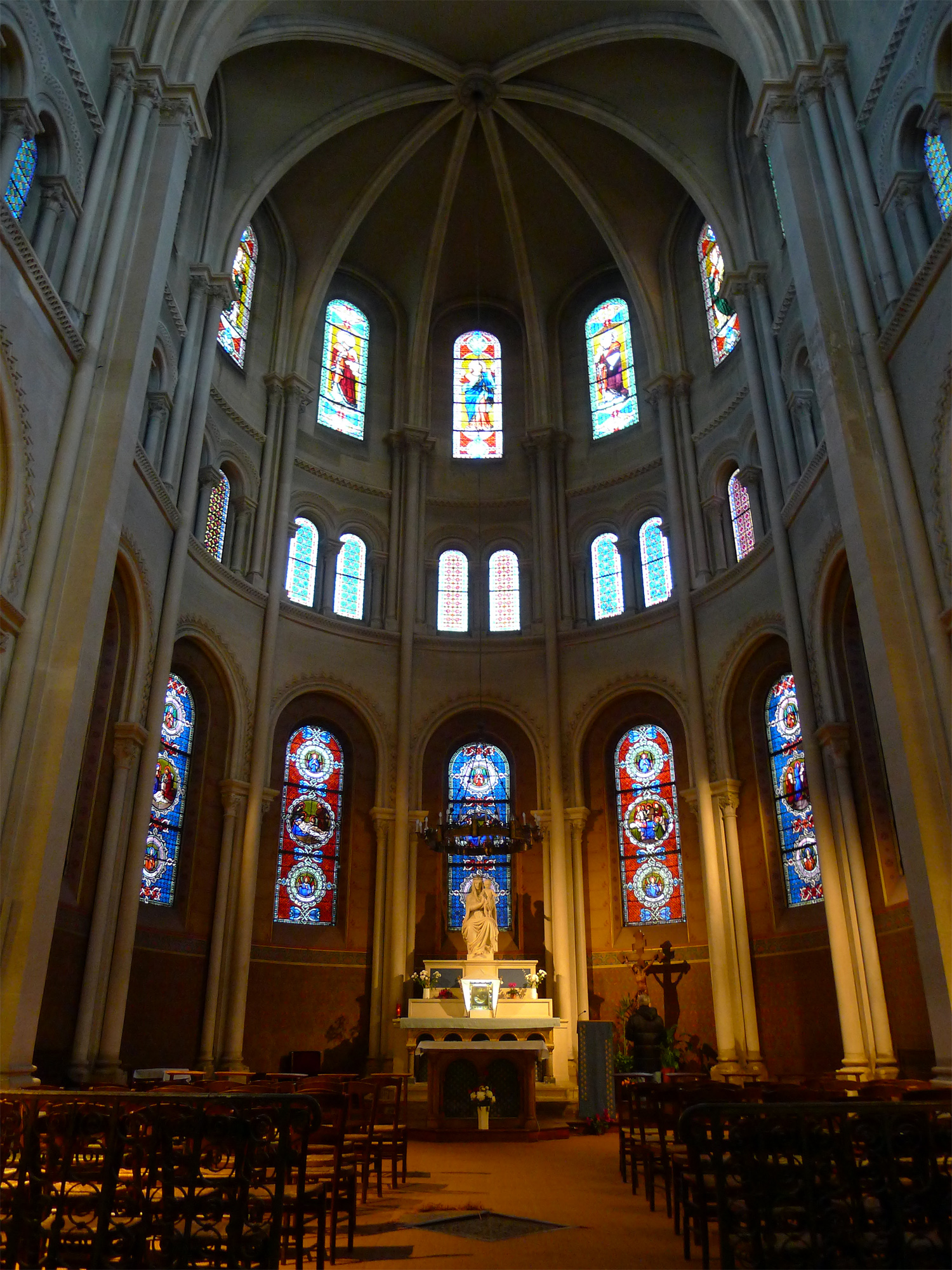
Interno dell'abside

Le prime due campate del coro sono interamente occupate dal presbiterio, leggermente rialzato rispetto al resto della chiesa e, sulla parte anteriore, affiancato da due statue marmoree di Sant'Ambrogio (a destra) e Santa Giovanna di Valois (a sinistra). L'altare maggiore neoromanico è in marmi policromi; al di sopra della mensa, ai lati del tabernacolo, vi sono sei figure in bronzo dorato, raffiguranti (da sinistra) Abele, un Angelo turiferario, Aronne, Melchisedec, un Angelo turiferario e Abramo. Il ciborio è una libera reinterpretazione di quello di Vuolvino (metà del XI secolo), situato nella basilica di Sant'Ambrogio a Milano, ed è sorretto da due coppie di colonne in marmo verde.
L'abside, affiancata dalle cappelle dedicate a san Giuseppe (a sinistra) e a santa Genoveffa (a destra), ciascuna delle quali ha quattro vetrate policrome con scene della vita del santo titolare, accoglie l'altare della Vergine Maria, con la statua in marmo bianco della Madonna col Bambino, opera di Eugène-André Oudiné. La parete curva riprende lo schema di quelle della navata centrale, con tre ordini di finestre: le vetrate di quello inferiore raffigurano sette scene della vita della Madonna (da sinistra: Maria tra i santi Gioacchino ed Anna, Natività di Gesù, Deposizione di Gesù nel sepolcro, Incoronazione di Maria, Dormizione di Maria, Circoncisione di Gesù, Annunciazione), mentre quelle dell'ordine superiore raffigurano al centro Gesù Cristo e ai lati, da sinistra, San Marco, San Giovanni, San Pietro, San Paolo, San Matteo e San Luca.

### Organi a canne

#### Organo maggiore

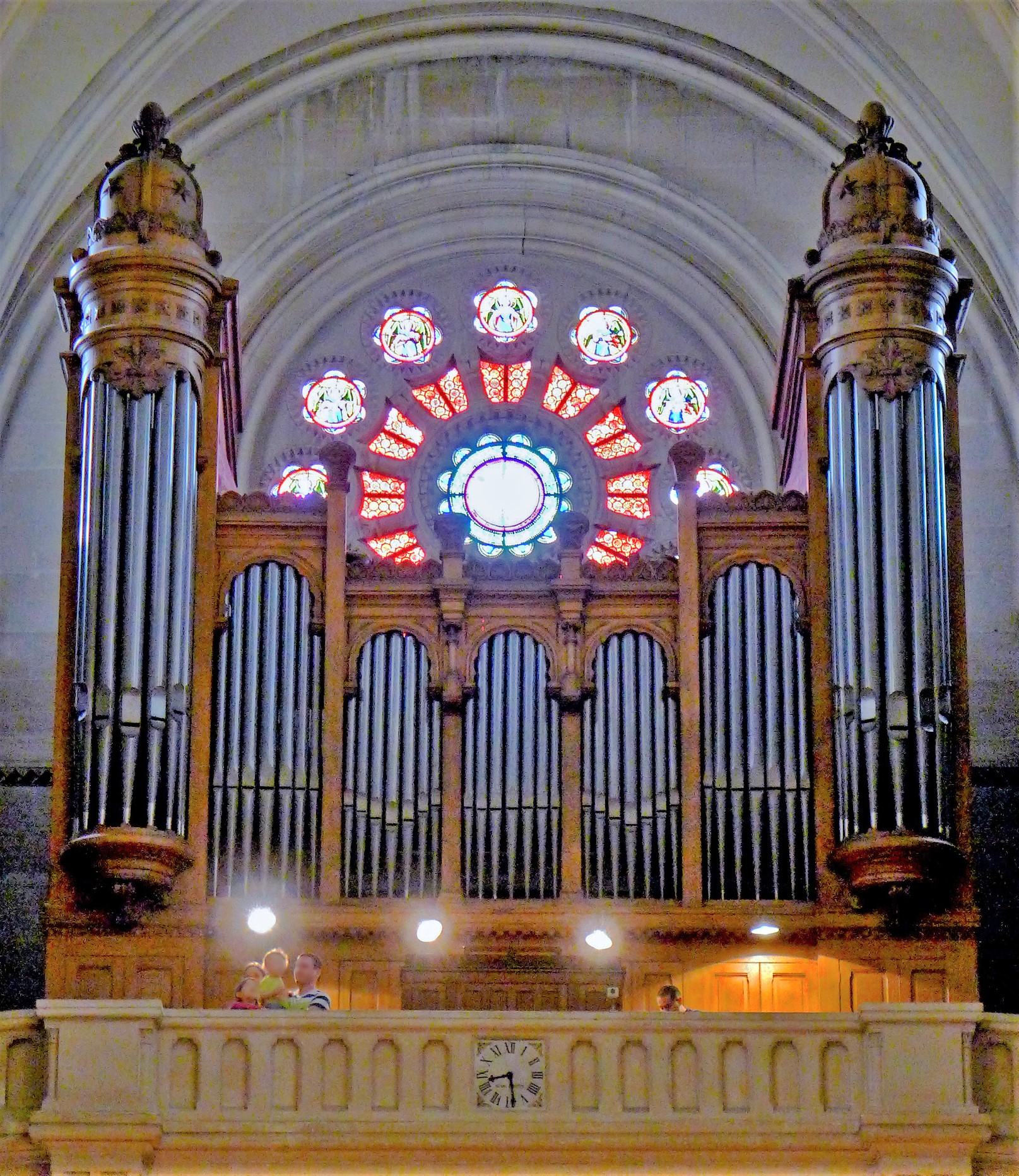
L'organo maggiore

Sulla cantoria in controfacciata, si trova l'organo a canne principale della chiesa, costruito nel 1895 dalla ditta organaria Merklin-Schutze. Negli anni 1960 fu modificato dall'organaro Gutschenritter che sostituì alcuni registri, alterando la tavolozza timbrica originale; è stato restaurato nel 1990 grazie al finanziamento del comune di Parigi e nuovamente nel 2000 da Bernard Dargassies.
Lo strumento, a trasmissione meccanica, dispone di 32 registri; l'intero materiale fonico è inserito all'interno di una cassa lignea eclettica, con due tourelles laterali e cinque campi centrali posti entro archetti a tutto sesto separati da paraste. La consolle è situata al centro della cantoria, rivolta verso la navata; essa dispone di tre manuali di 56 note ciascuna e pedaliera dritta di 27 note.

#### Organo del coro
Nella chiesa si trova anche un secondo organo a canne, destinato all'accompagnamento dei canti durante le liturgie; questo è situato a pavimento al centro del coro, sotto l'arco tra la seconda e la terza campata. Lo strumento venne costruito nella seconda metà del XIX secolo da Joseph Merklin, ed è a trasmissione meccanica, con 13 registri; la sua consolle dispone di due tastiere di 56 note ciascuna e pedaliera di 27.

## Galleria d'immagini

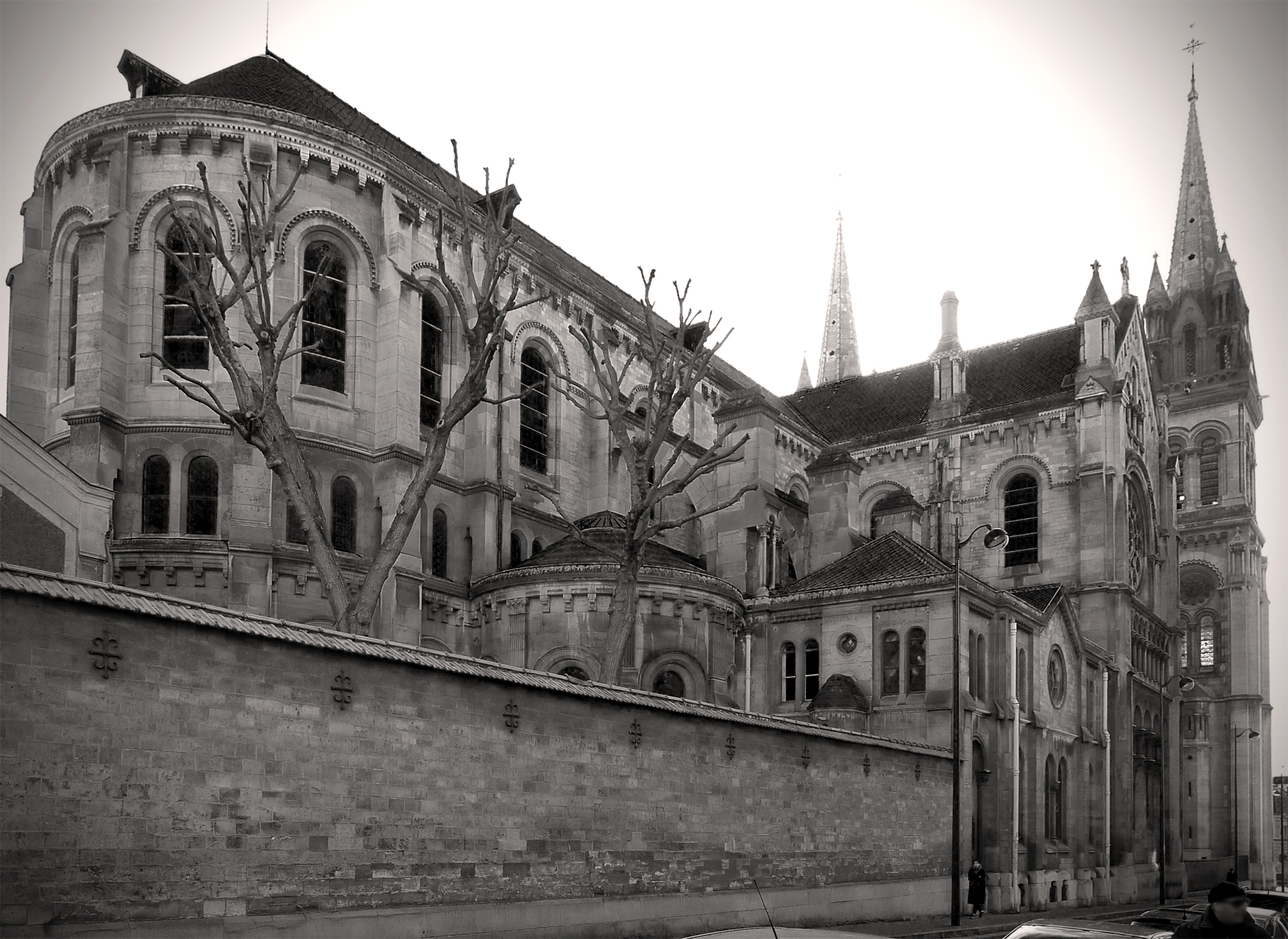
Transetto e abside
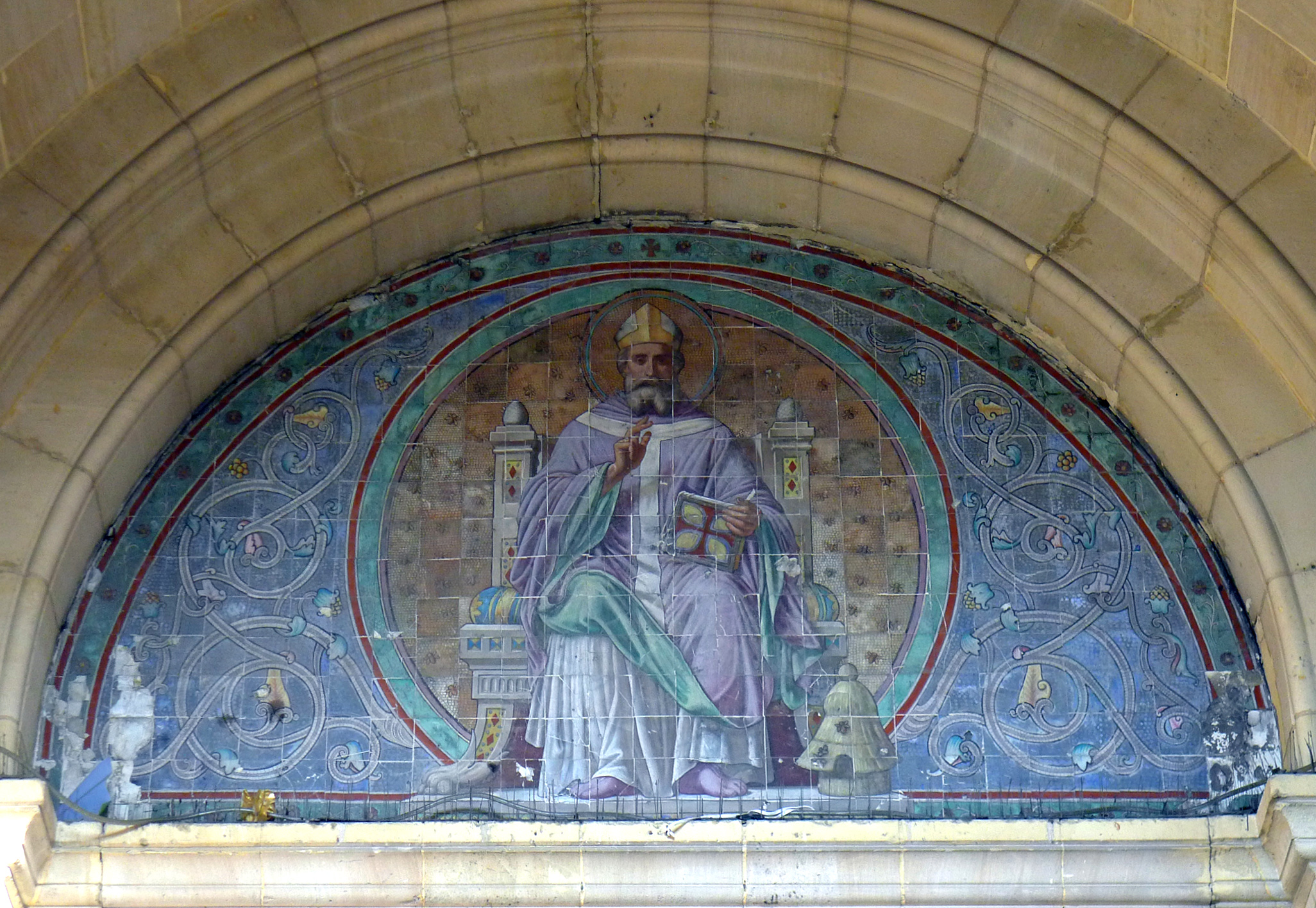
Lunetta del portale centrale
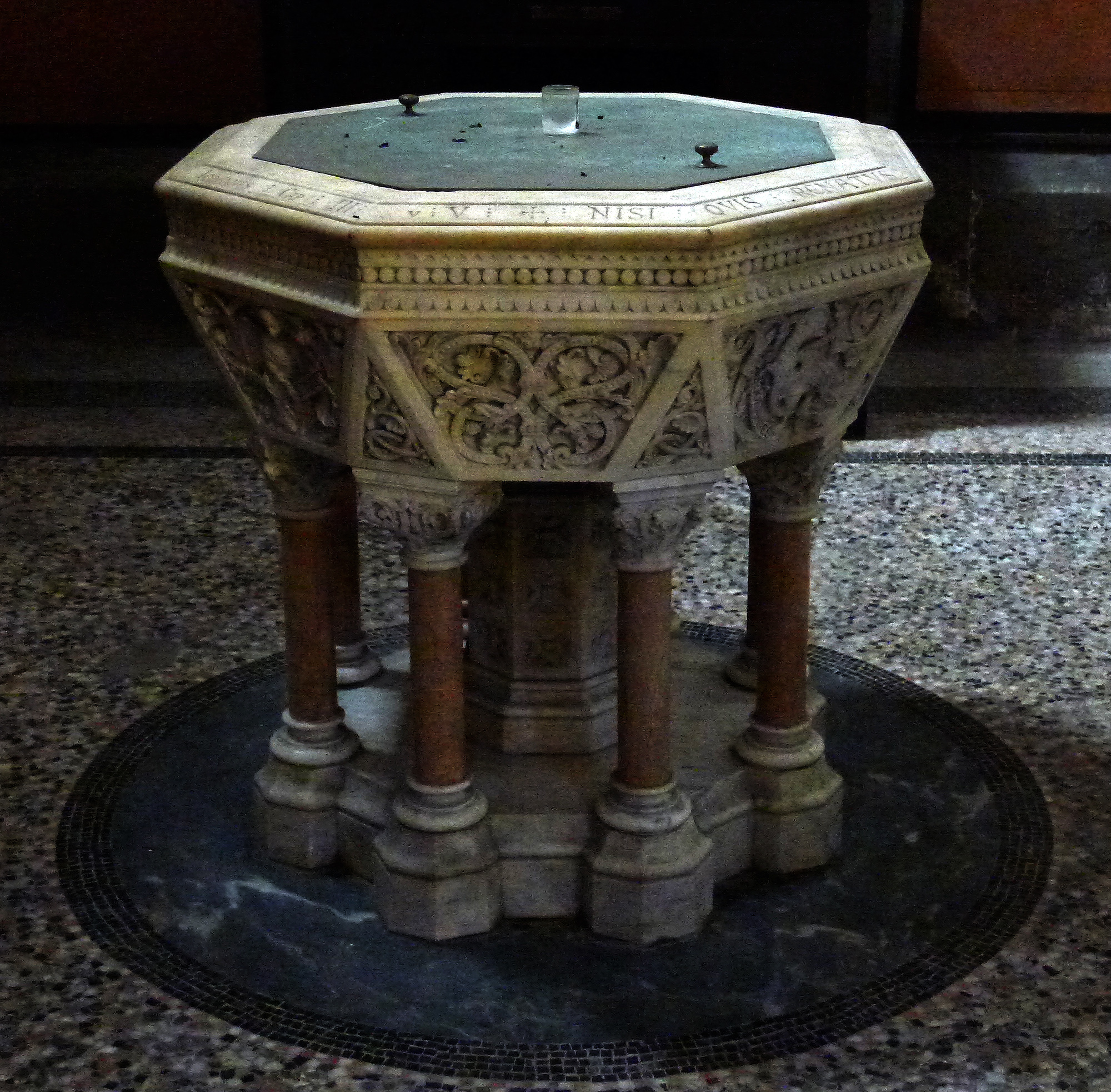
Fonte battesimale
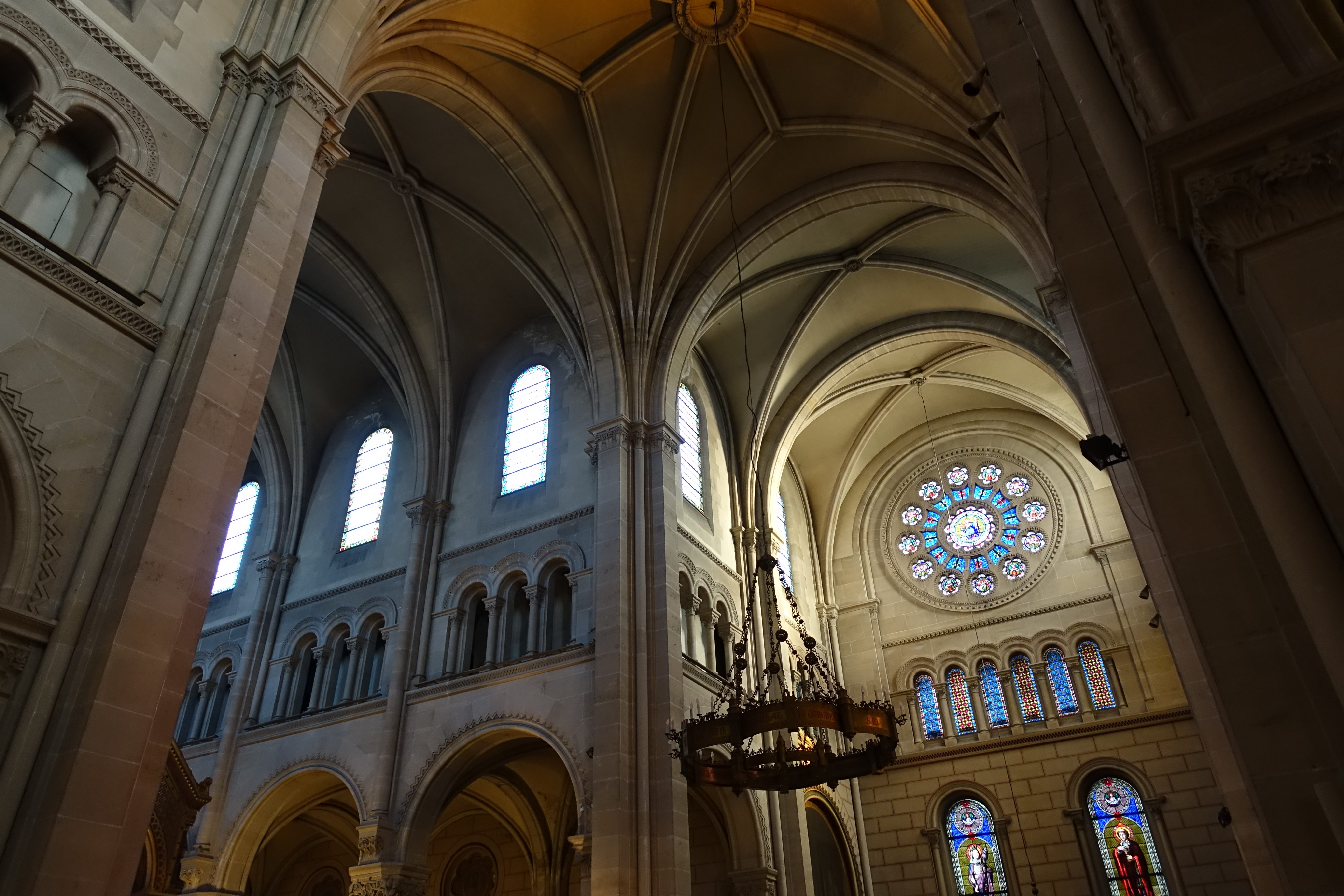
Transetto e crociera
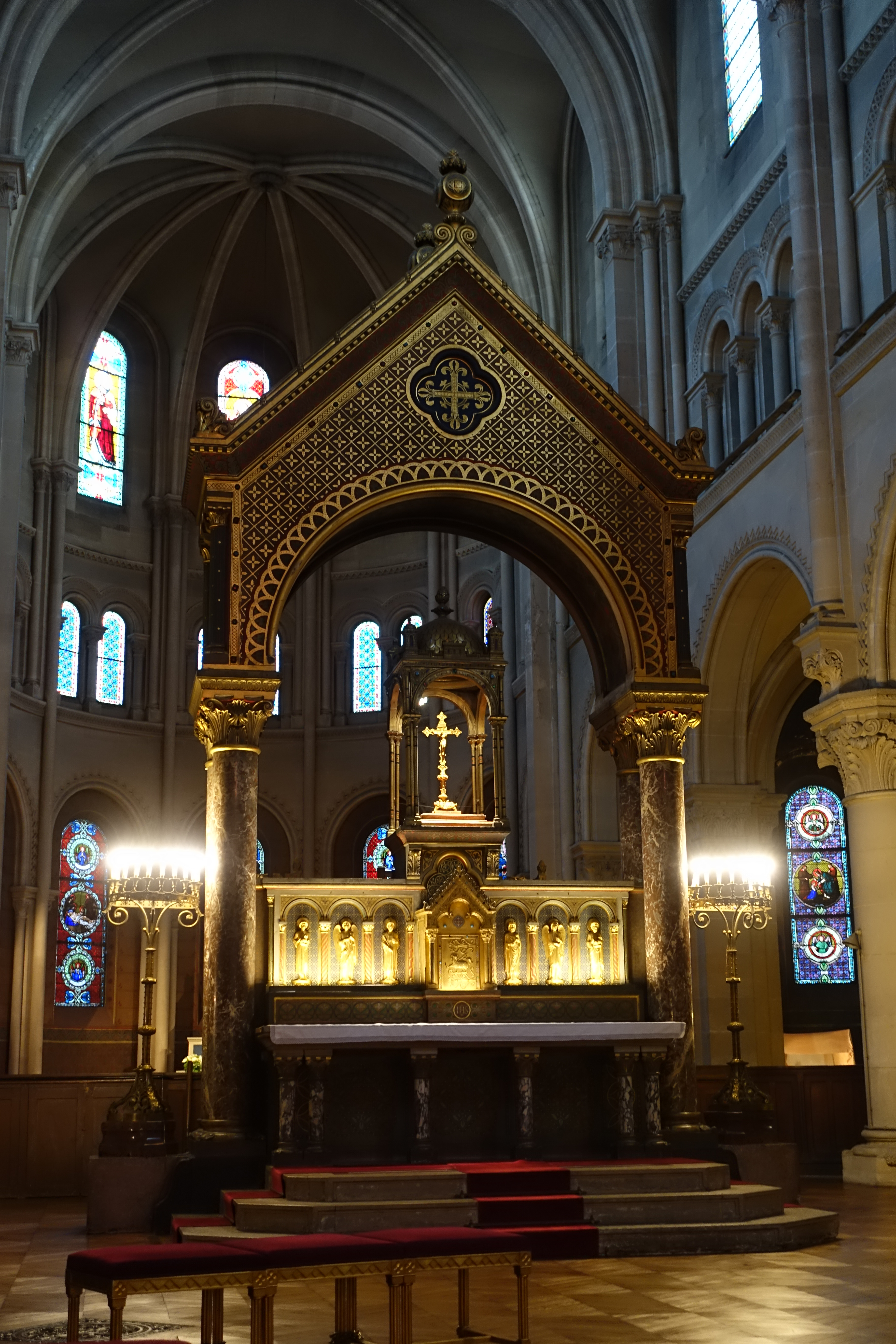
Altare maggiore e ciborio
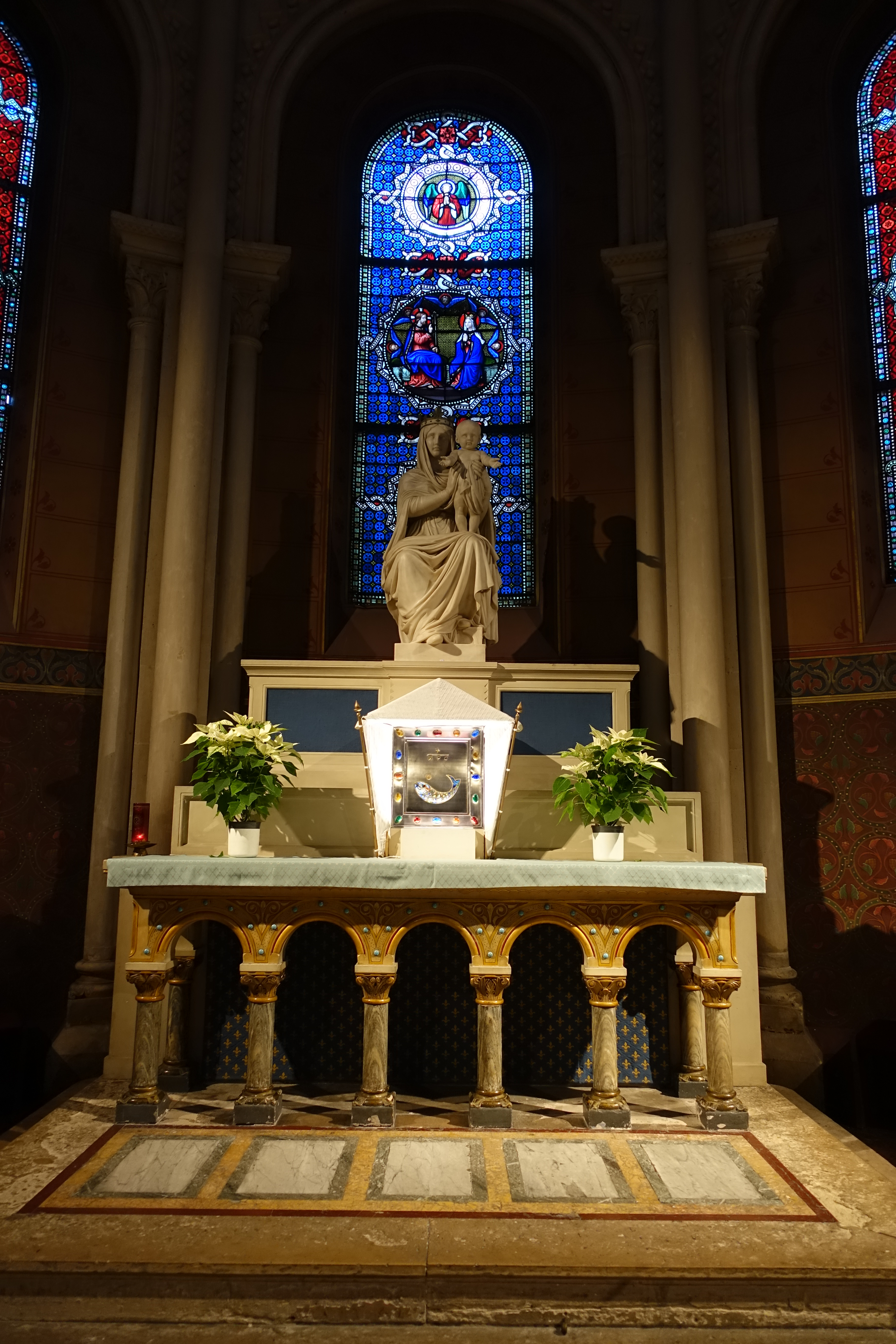
Altare della Vergine
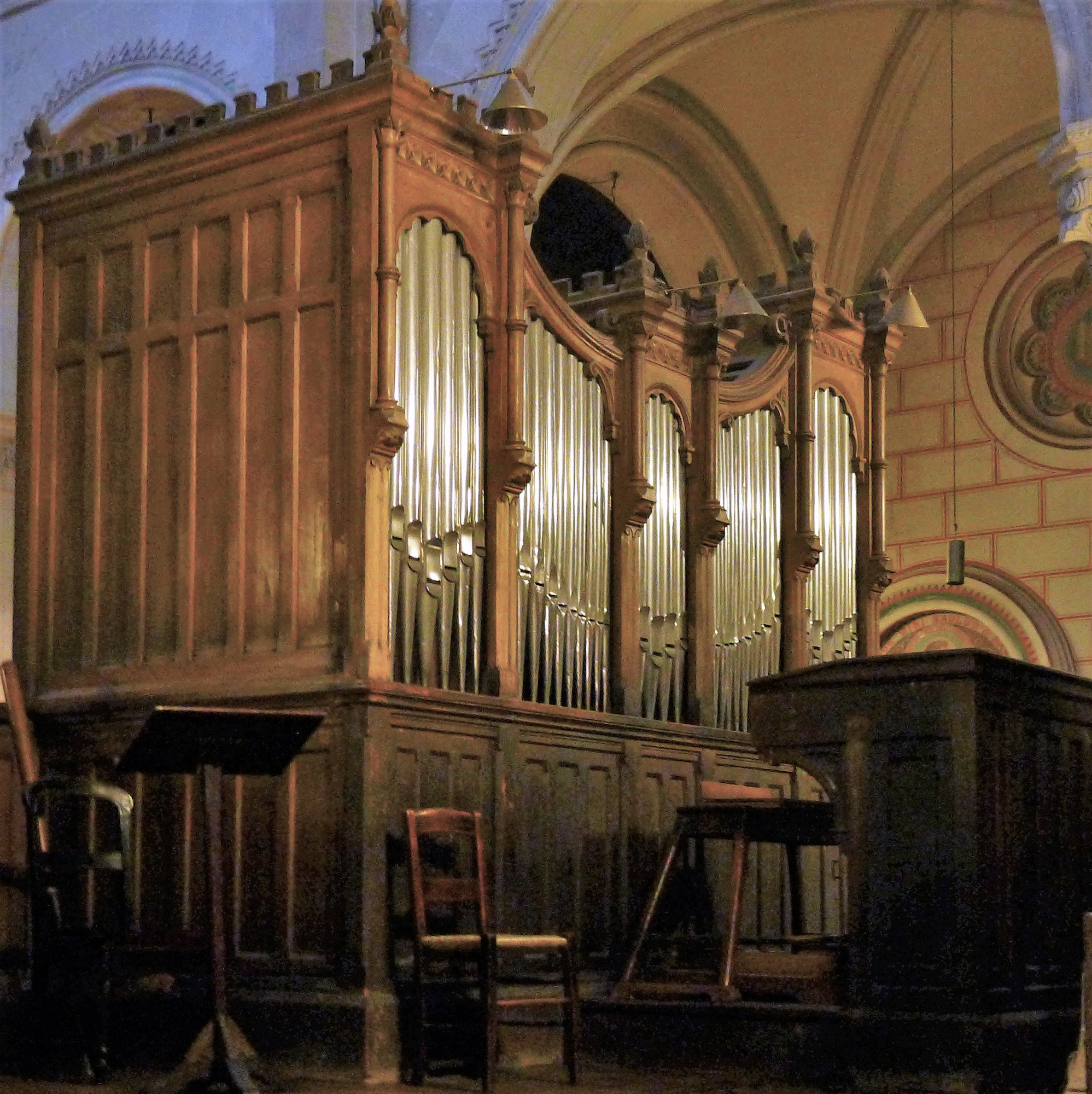
Organo del coro